# ساينتس رو (لعبة فيديو 2006)
ساينتس رو (بالإنجليزية: Saints Row)‏ هي لعبة أكشن-مغامرات طورتها فوليشن ونشرتها تي إتش كيو حصرياً على جهاز إكس بوكس 360. صدرت اللعبة في أمريكا الشمالية في 29 أغسطس 2006. تلقت اللعبة تقييمات إيجابية على موقع ميتاكريتيك.